# Matthias Lepiller
Matthias Lepiller (* 12. Juni 1988 in Le Havre) ist ein ehemaliger französischer Fußballspieler, der auf der Position des Stürmers spielte.

## Verein
Matthias Lepiller begann seine Karriere beim französischen Zweitligisten Le Havre AC, wo er trotz seiner Jugend in den Spielzeiten 2004/05 und 2005/06 bereits jeweils einmal zum Einsatz kam. Zu Beginn der Saison 2006/07 wechselte er zum AC Florenz in die italienische Serie A. Dort kam er in den nächsten zwei Saisons allerdings nie für die Profimannschaft im Ligabetrieb zum Einsatz. Zur Saison 2008/09 wurde Lepiller an den Schweizer Traditionsverein Grasshopper Club Zürich verliehen.
Bei den Hoppers kam er zu vier torlosen Kurzeinsätzen und im Januar 2009 lösten diese seinen Leihvertrag frühzeitig auf. Noch im gleichen Monat wurde er nach Belgien zu KAS Eupen verliehen. Im Juni 2009 wurde die Leihfrist verlängert. Zum Saisonende 2009/10 stieg er mit dem Verein in die Jupiler Pro League, die höchste belgische Liga, auf und das Abkommen mit der Fiorentina wurde erneut fortgesetzt. Die Saison 2011/12 verbrachte der Stürmer dann erneut auf Leihbasis bei Hellas Verona. Von 2012 bis 2014 stand er bei Novara Calcio unter Vertrag und wechselte danach zu SS Juve Stabia. Hier beendete der Spieler im April 2015 seine aktive Karriere.

## Nationalmannschaft
Lepiller war außerdem von 2004 bis 2005 U-16 und U-17-Nationalspieler Frankreichs und erzielte dort in elf Länderspielen zwölf Tore.

## Trainer
Seit 2018 ist er Trainer der 2. Mannschaft des französischen Amateurvereins SRAC Fanion.